# Tanji (Gambia)
Tanji ist eine Ortschaft im westafrikanischen Staat Gambia.
Nach einer Berechnung für das Jahr 2013 leben dort etwa 6690 Einwohner, das Ergebnis der letzten veröffentlichten Volkszählung von 1993 betrug 4623.

## Geographie
Tanji liegt in der West Coast Region, Distrikt Kombo South, an der atlantischen Küste. Der Fischfang ist für die Wirtschaft des Ortes von großer Bedeutung.
Tanji hat mit dem Tanje Village Museum ein Museum, in dem von Künstlern und Handwerkern die traditionelle Handwerkskunst ausgestellt wird.
Das Vogelschutzgebiet Tanji Bird Reserve, am Tanji-Fluss gelegen, befindet sich drei Kilometer von Tanji entfernt.